# Schloss Filières

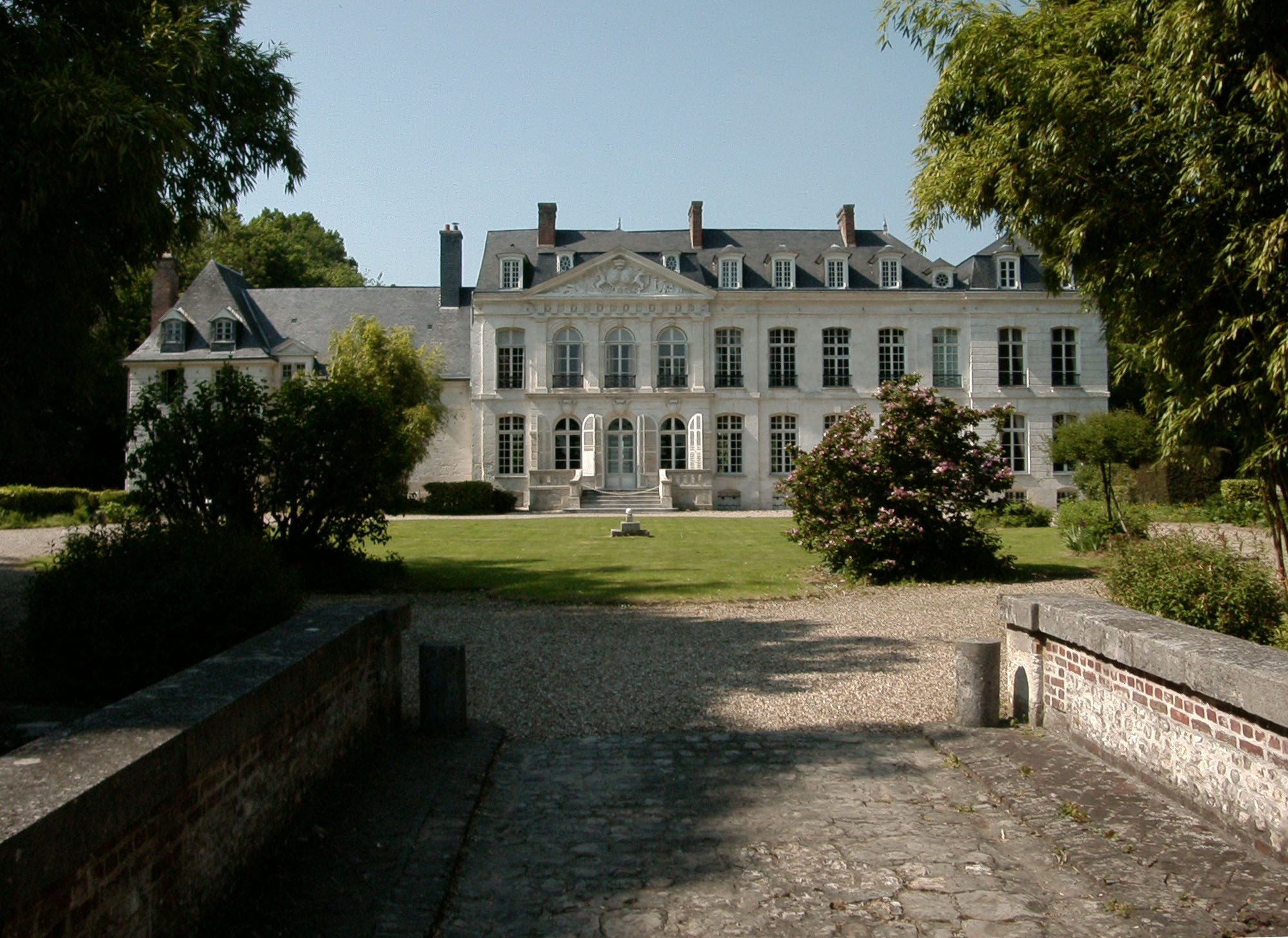
Schloss Filières, Südseite (2011)

Das Schloss Filières  (französisch Château de Filières) stammt in weiten Teilen aus der zweiten Hälfte des 18. Jahrhunderts und steht in der französischen Gemeinde Gommerville im Département Seine-Maritime in der Normandie. Seit dem 31. Mai 1946 ist es als Monument historique in die französische Denkmalliste eingeschrieben (französisch inscrit). Einige seiner Räume sind mit ihrer Innenausstattung aus dem 18. Jahrhundert seit dem 13. Dezember 1947 sogar als Monument historique klassifiziert (französisch classé). Sie können im Rahmen einer Führung besichtigt werden.

## Geschichte
Am Ort des heutigen Schlosses Filières stand im Mittelalter ein von Wassergräben umgebenes festes Haus, das der Adelsfamilie Filières gehörte und während des Hundertjährigen Krieges zerstört wurde. Über Erbtöchter kam der Besitz über die Familien Le Canu de Froiderue und Le Terrier schließlich an die Familie Chardon, die sich nachfolgend Chardon de Filières nannte. Sie ließ das ruinöse Gebäude während der Herrschaftszeit Heinrichs IV. durch einen Neubau im Stil der Renaissance ersetzen.
Louise Chardon de Filières heiratete 1732 Jacques Eudes de Catteville, Marquis von Mirville, und brachte die Anlage an ihren Mann. Er begann in der zweiten Hälfte des 18. Jahrhunderts damit, das damalige Logis nach den Plänen des französischen Architekten Victor Louis durch ein repräsentatives Schloss zu ersetzen. Louis hatte zuvor das Große Theater in Bordeaux errichtet. Da das Bauvorhaben durch die Französische Revolution unterbrochen wurde, weist das heutige Schloss in seiner Gesamtkonstruktion zwei unterschiedliche Baustile auf: Der jüngere, westliche Teil des heutigen Herrenhauses präsentiert sich im Louis-seize-Stil, während der Ostteil noch die Merkmale der französischen Renaissance-Architektur zeigt.
Nach dem Tod Jacques Eudes de Cattevilles erbte sein Sohn Alexandre den Besitz. Dessen Urenkelin Blanche heiratete den Grafen Henri Hocquart de Turtot. Heute wird das Schloss vom Marquis und der Marquise de Persan bewohnt. Die Schlossherrin ist eine geborene Hocquart de Turtot. Gemeinsam mit ihrem Mann ließ sie 2007 die südöstliche Schlossfassade restaurieren, ehe 2011 die Nordwestseite folgte. Anschließend wurde drei Jahre lang die Orangerie renoviert. Letzte Baumaßnahme war ab 2015 die Wiederherstellung der in den 1960er Jahren teilweise eingestürzten Schlosskapelle.

## Beschreibung

### Architektur

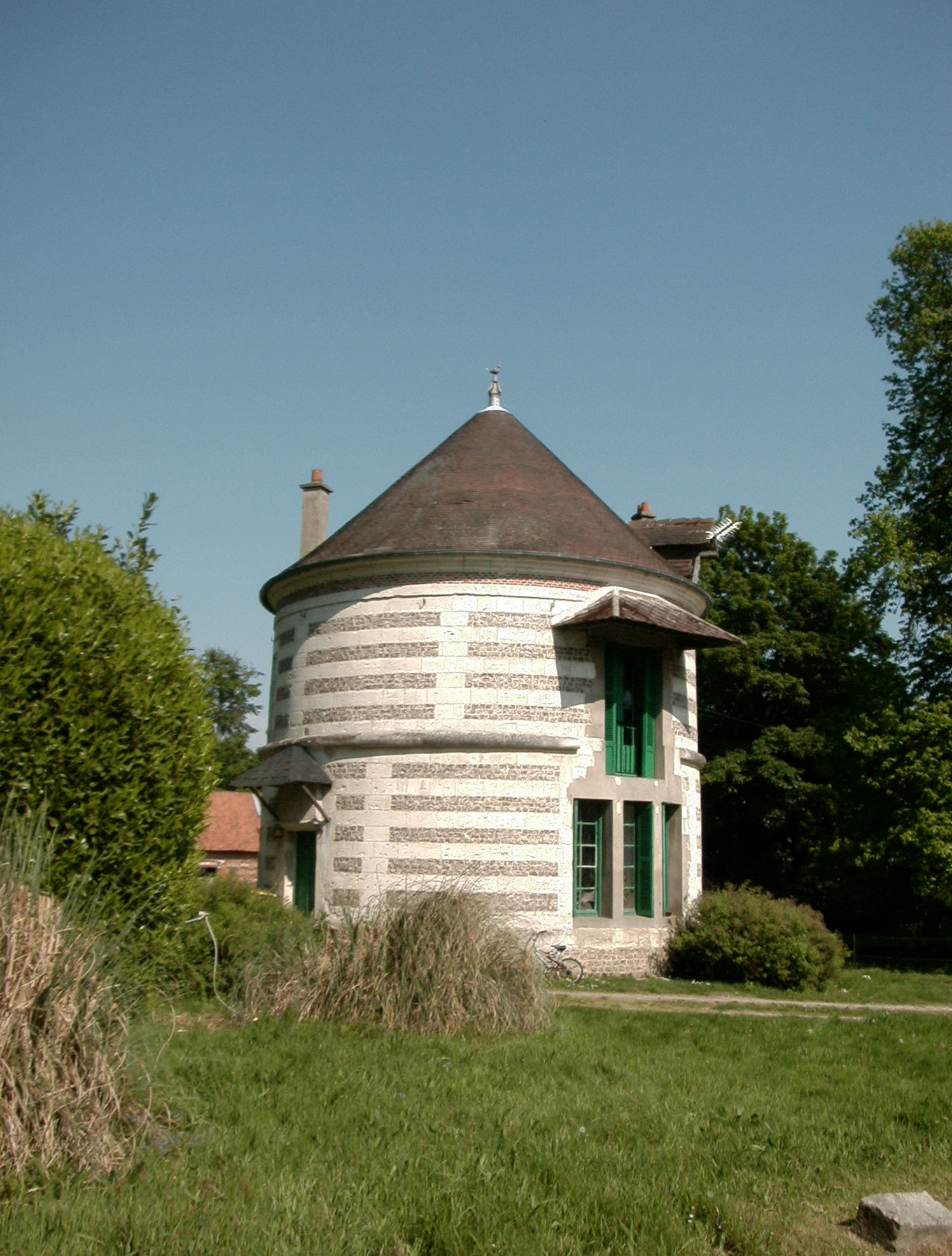
Taubenturm (2011)

Das gesamte Schlossanlage befindet sich innerhalb eines geschlossenen Hofes, der von bepflanzten Böschungen umfasst wird, was für die Region des Pays de Caux typisch ist. Auf dem Areal befinden sich unter anderem ein ehemaliger Taubenturm aus dem 16. Jahrhundert, das Verwalterhaus, Stallungen und Nebengebäude aus dem 19. Jahrhundert. Auch einige Fundamente der vormaligen mittelalterlichen Anlage sind noch erhalten.
Kern der Schlossanlage ist das zweigeschossige, langgestreckte Logis aus weißen Kalksteinquadern, das zwei verschiedenen Architekturstile aufweist. Ihm ist im Südosten der ehemalige Ehrenhof vorgelagert, zu dem heute eine Brücke über den tiefen Trockengraben führt. Der Hof ist mittlerweile zu einem Garten umgestaltet. Das Logis besitzt einen dreiachsigen Mittelrisalit im klassizistischen Stil. Die Fenster im Obergeschoss sind von kannelierten, dorischen Pilastern flankiert. Sie tragen ein Gebälk mit Triglyphen. Dazwischen finden sich einfache Rosetten und Bukranien. Der Risalit endet in einem Dreiecksgiebel mit den wappen von Filières und Mirville.

### Innenräume
Im Inneren sind einige Räume mit ihrer originalen architektonischen Ausstattung aus dem 18. Jahrhundert erhalten. Auch ihre Einrichtung wie Gemälde, Skulpturen und Mobiliar ist aus dieser Zeit. Zu diesen Räumen zählt das Esszimmer mit einer weiß-grauen Täfelung und Stuckdekorationen in Form von Medaillons, die Köpfe in antiker Manier zeigen. Über den Türen hängen Supraporten aus Stuck, deren Motive Kinderspiele sind. Auch der Große Salon ist noch im Originalzustand. Der in hellem Weiß gehaltene Raum mit zwei monumentalen Kaminen und ionischen Säulen sowie Pilastern wurde von Jean-Marie-Joseph Ingres gestaltet. Dies bezeugt seine erhaltene Signatur zusammen mit der Jahreszahl 1783. Ebenfalls aus dem 18. Jahrhundert stammt die Einrichtung des Chinesischen Zimmers, das seinen Namen einigen bemalten Papiertapeten verdankt. Sie zeigen zwei für Chinoiserien typische Motive: Singvögel und Blumen. Die kostbaren Tapeten wurden Ende des 18. Jahrhunderts aus Ostasien importiert und hängen in eigens dafür vorgesehenen Feldern der Wandtäfelung im Stil Louis-quinze.

### Schlosspark
Eine Buchenallee an der Südwestseite des Schlossparks wird „die Kathedrale“ (französisch la cathédrale) genannt, denn die Kronen der alten Bäume formen eine Art Gewölbe aus Laub und erinnern damit an die Gewölbedecken großer gotischer Kirchen.